# 阿内特·汉松
阿内特·汉松（瑞典語：Anette Hansson，1963年5月2日—），瑞典女子足球运动员，场上位置是后卫。她曾代表瑞典国家队参加1991年国际足联女子世界杯，结果队伍获得季军。